# Abelardo Olivier
Abelardo Olivier (Portogruaro, 1877. november 9. – Milánó, 1951. január 24.) olimpiai bajnok olasz vívó.

## Sportpályafutása
Mindhárom fegyvernemben versenyzett.